# Maialen Berasategui
Pour les articles homonymes, voir Berasategui.
Maialen Berasategui, née en 1987, est une historienne, chroniqueuse de radio et critique littéraire française. Ses travaux s'inscrivent dans le champ des études sur l'enfance (Childhood Studies), l'éducation, l'âgisme et l'histoire de l'âge adulte.

## Biographie
Diplômée du master Histoire des sociétés occidentales contemporaines de l'université Panthéon-Sorbonne en 2009, elle obtient la même année le prix Mnémosyne de l'association Mnémosyne pour son mémoire de recherche intitulé Idéale grand-mère et terrible tartare : la comtesse de Ségur. Construction d’une image et déconstruction d’un parcours, mené sous la direction de l'historien Philippe Boutry,. L'ouvrage est publié aux Presses universitaires de Rennes en 2011.
Depuis 2012, Maialen Berasategui est journaliste pour Le Nouveau Magazine littéraire. Elle est également chroniqueuse radio depuis 2017, dans La Compagnie des Auteurs, une émission de Matthieu Garrigou-Lagrange sur France Culture, où elle tient une chronique mensuelle, ainsi que sur Aligre FM, dans l'émission de Véronique Soulé Écoute ! Il y a un éléphant dans le jardin.
En septembre 2016, elle intervient dans le cadre des XXIVe Rencontres d’archéologie et d’histoire en Périgord, avec une communication intitulée Chanceux, malades ou punis ? Les jeunes tuberculeux au château. En novembre 2019, elle participe également au colloque Enfants et adolescents « sans famille » dans les guerres du XXe siècle aux Archives nationales pour parler des enfants soignés et cachés dans les aériums, préventoriums et sanatoriums français durant la Seconde Guerre mondiale.

## Distinctions
- Prix Mnémosyne 2009

## Radio
- Depuis 2017 : chroniqueuse dans La Compagnie des Auteurs sur France Culture.
- Depuis 2017 : chroniqueuse dans Écoute ! Il y a un éléphant dans le jardin sur Aligre FM.

## Publications et travaux

### Ouvrages
- La Comtesse de Ségur, ou L'art discret de la subversion, Rennes, Presses universitaires de Rennes, coll. « Mnémosyne », 2011
- La généalogie pas à pas : comment retrouver ses racines aujourd'hui ?, Paris, Librio, 2020

### Articles
- « Nicole Cadène, Mon énigme éternel : Marie-Edmée, une jeune fille française sous le Second Empire », Clio. Femmes, Genre, Histoire, 41, 2015
- « Les transgressions paradoxales : masculinités et âges dans les théâtres d’enfants sous la monarchie de Juillet », in European Drama and Performance Studies, no 10, 2018 (1, Masculinité et théâtre, p. 87-109)